# Leiothrix argentea
Leiothrix argentea är en gräsväxtart som beskrevs av Silveira. Leiothrix argentea ingår i släktet Leiothrix och familjen Eriocaulaceae. Inga underarter finns listade i Catalogue of Life.